# Cochera de ferrocarril de Peña del Hierro
La cochera de ferrocarril de Peña del Hierro fue un edificio de carácter industrial encargado de servir como cochera-depósito de las locomotoras de vapor que operaban en el ferrocarril de Peña del Hierro. La cochera, que pertenecía a la estación ferroviaria de la mina, se encuentra abandonada en la actualidad.

## Descripción
El trazado del ferrocarril de Peña del Hierro fue construido entre 1913 y 1914, entrando en servicio en este último año. El edificio de cocheras se trata de una nave de planta rectangular con unas dimensiones de 18,5 metros de largo por 5,20 de ancho y 3,80 metros de alto. Fue construida en mampuesto con esquinales de ladrillo y tejado a dos aguas. Al este se encontraba situada una entrada para los obreros de las instalaciones, mientras que la entrada de locomotoras —con seis vanos— estaba localizada en el flanco oeste. En el centro de la instalación se dipone la fosa para la reparación de locomotoras de tipo «Borsig» y «Krauss». Las cocheras se encontraban situadas junto a una placa giratoria y frente a la estación ferroviaria, actualmente sin servicio.